# Bill Barber
William Charles „Bill“ Barber (* 11. Juli 1952 in Callander, Ontario) ist ein ehemaliger kanadischer Eishockeyspieler, -trainer und derzeitiger -funktionär, der im Verlauf seiner aktiven Karriere zwischen 1969 und 1984 unter anderem 1.032 Spiele für die Philadelphia Flyers in der National Hockey League (NHL) auf der Position des linken Flügelstürmers bestritten hat. Mit den Flyers gewann er in den Jahren 1974 und 1975 den Stanley Cup. Anschließend arbeitete Barber, der im Jahr 1990 in die Hockey Hall of Fame aufgenommen worden war, als Trainer unter anderem bei den Philadelphia Flyers, nachdem er mit deren Farmteam Philadelphia Phantoms im Jahr 1998 den Calder Cup der American Hockey League (AHL) gewonnen hatte. Als Funktionär bei den Tampa Bay Lightning gewann er im Jahr 2004 seinen dritten Stanley Cup.

## Karriere
Als Junior spielte Bill Barber bei den Kitchener Rangers in der Ontario Hockey Association (OHA). Die Philadelphia Flyers holten ihn beim NHL Amateur Draft 1972 in der ersten Runde als siebten Spieler. Nach einer kurzen Zeit im Farmteam bei den Richmond Robins in der American Hockey League schaffte er in der Saison 1972/73 bei den Philadelphia Flyers den Durchbruch. Dort blieb er bis zur Saison 1983/84, in der er aufgrund einer Knieverletzung, die er sich 1982 in einem Spiel zugezogen hatte, seine Zeit als Spieler beendete. Während seiner Zeit bei den Flyers konnten diese 1974 und 1975 den Stanley Cup gewinnen.
Er wurde 1990 mit der Aufnahme in die Hockey Hall of Fame geehrt.

### Trainer- und Managementkarriere
Nach seiner aktiven Zeit blieb er den Flyers erhalten und übernahm im Frühjahr 1985 für wenige Monate den Posten als Cheftrainer des AHL-Farmteam Hershey Bears, ehe er im Sommer zum Assistenztrainer der Philadelphia Flyers ernannt wurde und verblieb auf der Position für drei Jahre. 1988 wurde Barber bei den Flyers zum Director of Pro Scouting ernannt und trug die Verantwortung für die Beobachtung von potentiellen Spielern für die NHL-Mannschaft. Nach über sieben Jahren legte er dieses Amt nieder und kehrte im Dezember 1995 als Cheftrainer zurück zu den Hershey Bears. Nach der Saison endete die Kooperation zwischen den Flyers und den Bears, da sie mit den Philadelphia Phantoms ein neues AHL-Team selbst gegründet hatten. Barber wurde Cheftrainer der Mannschaft und gewann gleich im zweiten Jahr den Calder Cup. Im Juli 2000 verließ die Phantoms und übernahm er erneut den Posten als Assistenztrainer bei den Flyers, ehe er im Dezember zum Cheftrainer ernannt wurde. Nach der Saison erhielt er den Jack Adams Award als bester Trainer der NHL, doch bereits im Frühjahr 2002 endete seine Amtszeit. Im Sommer 2002 schloss er sich schließlich den Tampa Bay Lightning an und erhielt den Posten als Director of Player Personnel. In dieser Funktion assistierte er bis zum Sommer 2008 dem General Manager bei der Bewertung von Spielern und hatte Einfluss auf alle personellen Entscheidungen im Bereich der Spieler. 2004 gewann er mit den Lightning den Stanley Cup. Seit 2008 arbeitet er in beratender Funktion wieder für die Philadelphia Flyers.

## Erfolge und Auszeichnungen
| - 1974 Stanley-Cup-Gewinn mit den Philadelphia Flyers - 1975 Stanley-Cup-Gewinn mit den Philadelphia Flyers - 1976 NHL First All-Star Team - 1979 NHL Second All-Star Team - 1981 NHL Second All-Star Team | - 1990 Aufnahme in die Hockey Hall of Fame - 1998 Calder-Cup-Gewinn mit den Philadelphia Phantoms (als Cheftrainer) - 2001 Jack Adams Award - 2004 Stanley-Cup-Gewinn mit den Tampa Bay Lightning (als Director of Player Personnel) |

### International
- 1976 Goldmedaille beim Canada Cup
- 1982 Bronzemedaille bei der Weltmeisterschaft
- 1982 All-Star-Team der Weltmeisterschaft

## Karrierestatistik

### International
| Vertrat Kanada bei: - Canada Cup 1976 - Weltmeisterschaft 1982 | Vertrat die National Hockey League bei: - Rendez-vous ’87 |

(Legende zur Spielerstatistik: Sp oder GP = absolvierte Spiele; T oder G = erzielte Tore; V oder A = erzielte Assists; Pkt oder Pts = erzielte Scorerpunkte; SM oder PIM = erhaltene Strafminuten; +/− = Plus/Minus-Bilanz; PP = erzielte Überzahltore; SH = erzielte Unterzahltore; GW = erzielte Siegtore; 1 Play-downs/Relegation; Kursiv: Statistik nicht vollständig)

### NHL-Trainerstatistik
(Legende zur Trainerstatistik: Sp oder GC = Spiele insgesamt; W oder S = erzielte Siege; L oder N = erzielte Niederlagen; T oder U = erzielte Unentschieden; OTL oder OTN = erzielte Niederlagen nach Overtime oder Shootout; Pts oder Pkt = erzielte Punkte; Pts% oder Pkt% = Punktquote; Win% = Siegquote; Resultat = erreichte Runde in den Play-offs)